# Baby shower

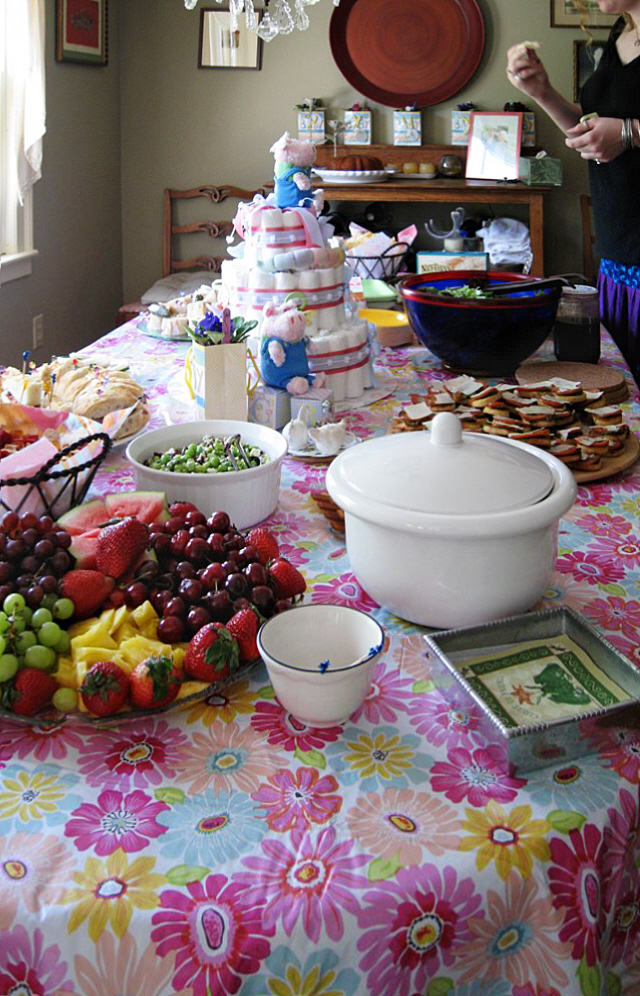
Megrakott asztal egy babaváró bulin. Középen egy pelenkákból épített pelenkatorta látható

A baby shower (magyarul kb. „újszülöttköszöntő”) vagy magyarosan elterjedt formájában babaváró buli különösen az Amerikai Egyesült Államokban elterjedt szokás: egy parti, amelyre a gyermek érkezését váró házaspár – vagyis a leendő szülők – meghívják barátaikat, ismerőseiket.

## Divat és hagyományok

### Történet
Az elmúlt pár évtizedben, ahogy a családok átlagos mérete csökkent és így minden gyermekre több figyelem irányult, a baby shower elterjedtebbé vált. Régebben kizárólag a várandós édesanyának rendezték és csak nők vettek részt benne, mostanában azonban gyakran az apa és más férfiak is részt vesznek. Hagyományosan csak az első gyermek születésekor rendeztek ilyet, de az utóbbi időben egyre gyakoribb a többi, illetve az örökbe fogadott gyermekek számára is; első gyermeknél is előfordul, hogy a szülők két baby showert tartanak, egyet a barátokkal és egyet a munkatársakkal. Több kisebbségi csoport, például az afro-amerikaiak és az indiánok saját hagyományaikból is beépítenek részleteket az eseménybe. Gyakran rendeznek baby showert zsidók is, bár az ő hagyományaik szerint nem szokás a csecsemőnek bármit is venni a születése előtt. 

### Elterjedés
Az Egyesült Királyságban és Franciaországban a szokás csak nemrég terjedt el, amerikai hatásra. Egyre népszerűbb Afrikában, Ázsiában és Latin-Amerikában is, de itt megmaradt az, hogy csak nők vesznek részt benne. Ez különösen a Közel-Keletre igaz, ahol a nemek közti társadalmi érintkezés korlátozottabb. A hinduizmusban a terhesség hetedik hónapjában gyakran tartanak vallási jellegű szertartást, ami hasonlít a modern baby showerekhez, ezen az utóbbi időkben a nyugati kultúra hatására férfiak is részt vesznek.

### Szokások
Pár, a baby showerhez kapcsolódó hagyomány: rendszerint nem a leendő szülők rendezik, hanem valaki más a tiszteletükre, és gyakran kisbabákkal kapcsolatos játékokat játszanak, például igyekeznek megtippelni a gyermek nemét vagy a születése napját, megtippelik, mekkora az anyuka hasának kerülete (aki eltalálja, annak lesz legközelebb gyermeke), igyekeznek felismerni bébiételeket az íze alapján. Rendszerint süteményt is felszolgálnak. A szokások szinte családonként változnak: vannak, akik szívesebben rendezik meg a partit a szülés után; páran úgy tartják, balszerencsés a még meg nem született gyermeknek ajándékot adni, megint mások úgy vélik, a gyermek születése családi esemény és nincs szükség nyilvános ünneplésre.